# Liber Ignium
Der Liber Ignium („Feuerbuch“) ist ein in den ältesten Teilen wahrscheinlich Ende des 12. Jahrhunderts bis um 1225 in Spanien verfasstes, in den ältesten Teilen auf arabische Quellen zurückgehendes „Feuerwerksbuch“ (voller Titel: Liber ignium ad comburendos hostes, „Feuerwerksbuch, um den Feind zu verbrennen“) eines fiktiven byzantinischen Autors Marcus Graecus (Markus der Grieche). Es hat die Form einer Rezeptsammlung, wobei die ältesten Rezepte bis auf die Antike zurückgehen.
Es wurde zuerst 1804 auf Anweisung von Bonaparte veröffentlicht vom Konservator der Bibliotheque Nationale in Paris F. J. G. La Porte Du Theil (1742–1815). Weitere Texteditionen im 19. Jahrhundert sind von Ferdinand Höfer und Marcellin Berthelot. Der Text ist nicht sehr umfangreich und umfasst etwa sechs Seiten und ist zum größten Teil von James Riddick Partington in seinem Buch über die Geschichte der Pyrotechnik in Latein und englischer Übersetzung mit seinem Kommentar wiedergegeben.
Manuskripte des Liber Ignium befinden sich unter anderem in der Bibliothèque nationale de France in Paris und in der Bayerischen Staatsbibliothek in München, die ältesten sind aus dem Ende des 13. Jahrhunderts. Das Werk ist in Latein verfasst, aber wahrscheinlich nicht aus dem Griechischen, sondern dem Arabischen übersetzt, worauf einige Worte deuten und außerdem die Tatsache, dass typischerweise als Personen nur Hermes, Ptolemäus (wahrscheinlich der hellenistische Herrscher in Ägypten Ptolemäus I.), Aristoteles und Alexander der Große erwähnt werden. Auch Worte mit spanischen Wurzeln kommen vor, so dass meist angenommen wird, es wäre im 12. Jahrhundert im arabischen Spanien zusammengestellt worden, mit späteren Ergänzungen. Man nimmt wegen der Wortwahl weiterhin jüdische oder spanische Autoren an, keine Griechen (Byzantiner) oder Araber.
Es hat die Form einer ungeordneten Rezeptsammlung mit 35 Rezepten, einige davon unverständlich oder unbrauchbar, wie man – so Partington – erwartet falls sie aus unterschiedlichsten Quellen zusammengetragen oder kopiert wurden, aber noch nicht alle vom Verfasser der Sammlung getestet wurden. Die Rezepte stammen aus unterschiedlichen Epochen (einige gehen bis in die Antike zurück). Der Umfang der Rezepte ist auch unterschiedlich in den verschiedenen Manuskripten, einige kamen erst später hinzu: Partington unterscheidet eine älteste Gruppe aus der Zeit zwischen 1182 und 1225, die von einem Spanier aus dem Arabischen übersetzt wurden, eine andere Gruppe von einem anderen Autor vor 1225 ergänzt, und eine dritte Gruppe aus der Zeit um oder kurz nach 1300, darunter diejenigen, in denen Salpeter erwähnt wird. Es gibt Rezepte für Griechisches Feuer (aus Pech, Schwefel, Petroleum, Öl, Salz), für Schwarzpulver (Salpeter mit Kohle und Schwefel) und die Präparation des nach dem Buch auf Steinen vorkommenden Salpeters (Nr. 14), phosphoreszierende Materialien, Raketen, Lampen, Brandsätze und für Schutz vor Feuer (z. B. für Zaubertricks mit Flammen auf der Hand). Auch brennender Alkohol wird erwähnt.
Die Rezepte für Schwarzpulver haben Ähnlichkeit mit denen, die in dem unter dem Namen von Albertus Magnus veröffentlichten Werk Über die Wunder der Welt (De Mirabilibus Mundi) zu finden sind (dessen Zuschreibung an Albertus Magnus aber allgemein bezweifelt wird); diese sind wahrscheinlich aus dem Liber Ignium übernommen. Für Schwarzpulver ist das beiden gemeinsame Rezept 6 Teile Salpeter, 2 Teile Holzkohle und 1 Teil Schwefel, alles sehr fein zerstoßen und vermischt. Zu den frühesten Erwähnungen von Schwarzpulver gehören auch Stellen aus dem Werk von Roger Bacon, der in den 1260er Jahren Schwarzpulver in der Verwendung für Feuerwerkskörper für Kinder erwähnt. Andere Erwähnungen im Werk von Bacon sind unsicher und umstritten, wie z. B. eine Rekonstruktion von Anagrammen durch den britischen Artillerie-Oberst Henry Hime 1904, in der für Schwarzpulver fast gleiche Anteile von Salpeter, Kohle und Schwefel (7:5:5) vorgeschlagen werden, anders als im Liber Ignium und in üblichen Schwarzpulverrezepten. Romocki nahm an, dass Bacon und Albertus Magnus den Liber Ignium kannten, Partington nimmt eher allen drei gemeinsame Quellen an.
Zwei Manuskripte des 15. Jahrhunderts (in Wien und Berlin) haben einen deutschen Kommentar, der sie einem Achilles Tabor zuschreibt, der aber aus späterer Zeit stammt.